# Wielersport op de British Empire and Commonwealth Games 1966
Wielersport is een van de sporten die beoefend werden tijdens de British Empire and Commonwealth Games 1966 in Kingston, Jamaica. Er waren enkel wedstrijden georganiseerd voor mannelijke deelnemers; vier op de baan en een wegwedstrijd van 193 kilometer. Roger Gibbon was de eerste renner die namens Trinidad en Tobago medailles won bij de wielersport op de Gemenebestspelen; hij won gelijk twee gouden.

## Uitslagen
| Discipline    | Goud          | Zilver                      | Brons         |
| Baan          | Baan          | Baan                        | Baan          |
| ------------- | ------------- | --------------------------- | ------------- |
| Achtervolging | Hugh Porter   | John Bylsma                 | Richard Hine  |
| Scratch       | Ian Alsop     | Hilton Clarke               | Trevor Bull   |
| Sprint        | Roger Gibbon  | Fred Booker                 | Daryl Perkins |
| Tijdrit       | Roger Gibbon  | Phillip Watts Bristow-Stagg | Richard Hine  |
| Weg           |               |                             |               |
| Wegwedstrijd  | Peter Buckley | Des Thomson                 | Laurie Byers  |

## Medaillespiegel
| Plaats | Land               | Goud | Zilver | Brons | Totaal |
| 1      | Engeland           | 2    | 1      | 1     | 4      |
| 2      | Trinidad en Tobago | 2    | 0      | 0     | 2      |
| 3      | Man                | 1    | 0      | 0     | 1      |
| 4      | Australië          | 0    | 3      | 3     | 6      |
| 5      | Nieuw-Zeeland      | 0    | 1      | 1     | 2      |
| Totaal | Totaal             | 5    | 5      | 5     | 15     |

1934 · 1938 · 1950 · 1954 · 1958 · 1962 · 1966 · 1970 · 1974 · 1978 · 1982 · 1986 · 1990 · 1994 · 1998 · 2002 · 2006 (baan - weg) · 2010 · 2014 · 2018 · 2022 · 2026
Atletiek · Badminton · Boksen · Gewichtheffen · Schermen · Schietsport · Schoonspringen · Wielersport · Worstelen · Zwemmen